# جوآن جینرناد
جوآن جینرناد (انگلیسی: Joan Jeanrenaud؛ ۲۵ ژانویهٔ ۱۹۵۶ – ) نوازنده ویولنسل اهل ایالات متحده آمریکا است. او از سال ۱۹۷۸ تا ۱۹۹۹ عضو گروه کوارتت کرونوس بود. وی در سال ۲۰۰۸ برای آلبوم بازیچه‌های عجیب نامزد جایزه گرمی شد.